# ذيبين (عمران)

تعديل مصدري - تعديل

ذيبين هي مدينة ومركز مديرية ذيبين بمحافظة عمران اليمنية، بلغ تعداد سكانها 1470 نسمة حسب الإحصاء الذي أجري عام 2004.